# Fassmer FPB 34
Fassmer FPB 34 ist die Werftbezeichnung einer Klasse von schnellen Patrouillenbooten der Werft Fr. Fassmer in Berne.
Von der Klasse wurden zwei Boote für das Landespolizeiamt Schleswig-Holstein gebaut, die von der Wasserschutzpolizei Schleswig-Holstein eingesetzt werden. Die Boote sind in Husum bzw. Büsum stationiert und werden im Seegebiet der Nordsee vor der schleswig-holsteinischen Küste eingesetzt. Heimathafen beider Boote ist Kiel.

## Technische Daten und Ausstattung
Der Antrieb der Boote erfolgt durch zwei MTU-Dieselmotoren des Typs 16V 2000 M72 mit jeweils 1440 kW Leistung, die über Reduktionsgetriebe auf zwei Festpropeller wirken. Die Höchstgeschwindigkeit ist mit 24 kn angegeben. Die Boote sind mit einem Bugstrahlruder ausgerüstet.
Für die Stromerzeugung stehen zwei Generatorsätze (Hansa 620 DSRG marine mit 110 kW Leistung und Hansa 320 DSRG marine mit 53 kW Leistung) sowie ein Notgenerator zur Verfügung.
Die Boote sind mit einem Festrumpfschlauchboot ausgerüstet, das mit Hilfe eines Krans ins Wasser gesetzt bzw. an Bord geholt werden kann.
Die Reichweite der Boote beträgt bei 15 kn rund 555 Seemeilen.

## Die Boote
| Fassmer FPB 34 | Fassmer FPB 34 | Fassmer FPB 34     | Fassmer FPB 34    | Fassmer FPB 34  |
| Name           | Baunummer      | Kiellegung         | Stapellauf        | Fertigstellung  |
| -------------- | -------------- | ------------------ | ----------------- | --------------- |
| Sylt           | 3020           |                    |                   | März 2009       |
| Helgoland      | 5070           | 11. September 2011 | 3. September 2014 | 7. Oktober 2014 |

Die in Husum stationierte Sylt wurde am 24. April 2009 getauft, Taufpatin war eine Polizei-Meisterin. Das Boot ersetzte ein gleichnamiges Vorgängerboot, das seit 1988 im Einsatz war.
Die in Büsum stationierte Helgoland wurde am 5. November 2014 getauft und anschließend in Dienst gestellt, Taufpatin war die schleswig-holsteinische Finanzministerin Monika Heinold. Das Boot ersetzte ein gleichnamiges Vorgängerboot, das seit 1973 im Einsatz war. Die Kosten für den Bau beliefen sich auf 7,4 Millionen Euro.